# Yanis Senhadji
Yanis Senhadji Chikhaoui (Sant Feliu de Llobregat, Barcelona, 5 de enero de 2005) es un futbolista español que juega como delantero centro en el Real Betis Balompié.

## Trayectoria
Senhadji nació en Sant Feliu de Llobregat, Cataluña y es de ascendencia argelina. Se formó como jugador en las categorías inferiores del UE Sant Andreu y la UE Cornellà.
En la temporada 2021-22, con 16 años firmó por el Real Betis Balompié para ser asignado a su equipo cadete. En las siguientes temporadas formó parte del Calavera Club De Fútbol y del juvenil verdiblanco. 
El 1 de octubre de 2023, debutó con el filial bético en el encuentro de Segunda Federación que acabó con empate 1-1 frente al Sevilla Atlético  
y el 11 de noviembre, marcó su primer gol con el club verdiblanco en la victoria por 5-2 sobre CA Antoniano.
El 11 de enero de 2024, Senhadji amplió su contrato con el club andaluz hasta 2028. El 19 de junio, tras lograr el ascenso con el Betis Deportivo Balompié a Primera Federación, fue cedido al Club Deportivo Tenerife de la Segunda División de España por una temporada. Debutó en la segunda división con el club tinerfeño en la jornada cuarta, en el partido disputado contra el Racing de Santander, finalizando su periodo de cesión en el CD Tenerife,el día 29 de enero de 2025, el Real Betis Balompie, lo cede hasta final de temporada al Hercules C.F. de la Primera Federación RFEF, pero tras jugar un partido de liga, se rompe el menisco interno de una de sus rodillas.

### Internacional
En 2023, debutó con la Selección de fútbol sub-19 de España con la que ha jugado 13 partidos y anotado 3 goles. Con esta selección se proclamó campeón de Europa de la categoría en el torneo disputado en julio de 2024 en Irlanda del Norte.

## Clubes
Actualizado al último partido disputado el 22 de septiembre de 2024.
| Club                                | País   | Año       | Partidos | Goles |
| ----------------------------------- | ------ | --------- | -------- | ----- |
| Betis Deportivo Balompié            | España | 2023-Act. | 29       | 8     |
| C. D. Tenerife (cedido)             | España | 2024-2025 | 9        | 0     |
| Hércules de Alicante C. F. (cedido) | España | 2025      | 1        | 0     |